# أندرياس فيلدر
أندرياس فيلدر (بالألمانية: Andreas Felder)‏ هو متزلج قفز نمساوي، ولد في 6 مارس 1962 في Hall in Tirol ‏ في النمسا.

## وصلات خارجية
- أندرياس فيلدر على موقع الاتحاد الدولي للتزلج (القفز التزلجي) (الإنجليزية)
- أندرياس فيلدر على موقع اللجنة الأولمبية الدولية (الإنجليزية)
- أندرياس فيلدر على موقع أوليمبيديا (الإنجليزية)